# Morten W. Sørensen
Morten W. Sørensen, eller efter navneskifte   Morten Trap Wiegandt (født 1. maj 1979) er en dansk squashspiller. Han er tre gange blevet dansk mester i squash. 

## Karriere
Morten W. Sørensen spiller i Herlev/Hjorten Squash Klub. Han startede sin squash karriere i 1992 i Herlev. Han har været PSA-rangeret squashspiller siden 1997, og har indtil videre opnået sin højeste placering på verdensranglisten i juni 2005 hvor han lå nummer 92. Han deltog i april 2006 i Europamesterskaberne hvor Danmark opnåede en 10. plads. Han blev dansk mester for hold i årene 1997 og 2005 og han har vundet fem danske juniormesterskaber, Nordisk mester 2000, Dansk mester 2000, 2007 og 2008, Dansk mester i mixdouble 1999 og 2000, Dansk mester i herredouble 2002 og 2004.
Derudover har han studeret jura ved Kbh. Universitet og har været medejer af Camoda Copenhagen. Han er juniortræner i Herlev/Hjorten squash og talenttræner for Dansk Squash Forbund
Har stiftet softwarefirmaet  SportyFriends Aps. 

## Resultater
- Dansk juniormester
  - 5 gange

- Dansk mester 
  - Single
    - 2008 (Slog Kristian Grooss Jeppesen
    - 2007 (Slog Rasmus M. Nielsen)
    - 2000

  - Mixdouble 
    - 1999
    - 2000

  - Herredouble 
    - 2002
    - 2004

- Nordisk mester
  - Single 
    - 2000

## Ekstern kilde/henvisning
- Morten Trap Wiegandt på LinkedIn
- Morten W. Sørensens profil hos squashinfo.com (engelsk)
- Herlev/Hjortens hjemmeside